# سيوند
سيوند هي مدينة في مقاطعة مرودشت، إيران. عدد سكان هذه المدينة هو 3,130 في سنة 2006.